# 24 Heures de Daytona 2003
Navigation
Édition précédente Édition suivante
Les 24 Heures de Daytona 2003 (officiellement appelé le Rolex 24 at Daytona 2003), disputées sur les 1er février 2003 et 2 février 2003 sur le Daytona International Speedway sont la quarante-et-unième édition de cette épreuve, la trente-septième sur un format de vingt-quatre heures, et la première manche des Rolex Sports Car Series 2003. Cette course a vu les débuts de la catégorie Daytona Prototype (en) en tant que nouvelle catégorie reine du championnat. Ces nouvelles voitures se sont effectivement avérées légèrement plus rapides que les catégories inférieures mais elles ont souffert de fréquentes défaillances mécaniques durant la course, en permettant ainsi à une voiture de la catégorie GT de remporter la victoire au classement général.

## Engagés
La liste officielle des engagés était composée de 45 voitures, dont 6 en Daytona Prototypes, 5 en SportsRacing Prototypes II, 14 en Grand Touring Sport et 20 en Grand Touring.

## Course
Voici le classement provisoire au terme de la course,.
- Les vainqueurs de chaque catégorie sont signalés par un fond jauni.
- Pour la colonne Pneus, il faut passer le curseur au-dessus du modèle pour connaître le manufacturier de pneumatiques.

| Pos.   | Classe | N° | Écurie                         | Pilotes                                                                       | Châssis                    | Pneus | Tours |
| Pos.   | Classe | N° | Écurie                         | Pilotes                                                                       | Moteur                     | Pneus | Tours |
| ------ | ------ | -- | ------------------------------ | ----------------------------------------------------------------------------- | -------------------------- | ----- | ----- |
| 1      | GT     | 66 | The Racer's Group              | Kevin Buckler (en) Michael Schrom (en) Timo Bernhard Jörg Bergmeister         | Porsche 911 GT3-RS         | D     | 695   |
| 1      | GT     | 66 | The Racer's Group              | Kevin Buckler (en) Michael Schrom (en) Timo Bernhard Jörg Bergmeister         | Porsche 3.6 L Flat-6       | D     | 695   |
| 2      | GT     | 35 | Risi Competizione              | Ralf Kelleners Anthony Lazzaro Johnny Mowlem                                  | Ferrari 360 Modena GT      | D     | 686   |
| 2      | GT     | 35 | Risi Competizione              | Ralf Kelleners Anthony Lazzaro Johnny Mowlem                                  | Ferrari 3.6 L V8           | D     | 686   |
| 3      | GT     | 83 | Rennwerks Motorsports          | David Murry Dave Standridge Johannes van Overbeek Richard Steranka            | Porsche 911 GT3-R          | D     | 684   |
| 3      | GT     | 83 | Rennwerks Motorsports          | David Murry Dave Standridge Johannes van Overbeek Richard Steranka            | Porsche 3.6 L Flat-6       | D     | 684   |
| 4      | DP     | 88 | Multimatic                     | Scott Maxwell David Brabham David Empringham                                  | Multimatic MDP1            | G     | 679   |
| 4      | DP     | 88 | Multimatic                     | Scott Maxwell David Brabham David Empringham                                  | Ford 5.0 L V8              | G     | 679   |
| 5      | DP     | 59 | Brumos Porsche (en)            | J. C. France (en) Hurley Haywood Scott Goodyear Scott Sharp                   | Fabcar FDSC/03             | G     | 661   |
| 5      | DP     | 59 | Brumos Porsche (en)            | J. C. France (en) Hurley Haywood Scott Goodyear Scott Sharp                   | Porsche 3.6 L Flat-6       | G     | 661   |
| 6      | GT     | 43 | Orbit Racing                   | Peter Baron Leo Hindery (en) Marc Lieb Kyle Petty                             | Porsche 911 GT3-RS         | D     | 656   |
| 6      | GT     | 43 | Orbit Racing                   | Peter Baron Leo Hindery (en) Marc Lieb Kyle Petty                             | Porsche 3.6 L Flat-6       | D     | 656   |
| 7      | SRP II | 5  | Team Seattle / Essex Racing    | Ross Bentley (en) Don Kitch Jr. Joe Pruskowski Justin Pruskowski              | Lola B2K/40                | D     | 652   |
| 7      | SRP II | 5  | Team Seattle / Essex Racing    | Ross Bentley (en) Don Kitch Jr. Joe Pruskowski Justin Pruskowski              | Nissan 3.0 L V6            | D     | 652   |
| 8      | SRP II | 15 | Team Seattle / Essex Racing    | Wade Gaughran Steve Gorriaran Peter MacLeod Dave Gaylord                      | Lola B2K/40                | D     | 648   |
| 8      | SRP II | 15 | Team Seattle / Essex Racing    | Wade Gaughran Steve Gorriaran Peter MacLeod Dave Gaylord                      | Nissan 3.0 L V6            | D     | 648   |
| 9      | GTS    | 24 | Perspective Racing             | Jérôme Policand João Barbosa Michel Neugarten Andy Wallace                    | Mosler MT900 R             | G     | 641   |
| 9      | GTS    | 24 | Perspective Racing             | Jérôme Policand João Barbosa Michel Neugarten Andy Wallace                    | Chevrolet 5.7 L V8         | G     | 641   |
| 10     | GTS    | 46 | Morgan-Dollar Motorsports (en) | Charles Morgan Lance Norick (en) Jim Pace Rob Morgan                          | Chevrolet Corvette C5-R    | G     | 639   |
| 10     | GTS    | 46 | Morgan-Dollar Motorsports (en) | Charles Morgan Lance Norick (en) Jim Pace Rob Morgan                          | Chevrolet 5.5 L V8         | G     | 639   |
| 11     | GT     | 34 | Ferri Comeptizione             | Mauro Baldi Justin Keen (en) Eric van de Poele Ryan Hampton (en)              | Ferrari 360 Modena GT      | D     | 638   |
| 11     | GT     | 34 | Ferri Comeptizione             | Mauro Baldi Justin Keen (en) Eric van de Poele Ryan Hampton (en)              | Ferrari 3.6 L V8           | D     | 638   |
| 12     | GTS    | 31 | Rollcentre Racing              | Richard Stanton Rob Barff Andy Britnell Rick Sutherland                       | Mosler MT900 R             | G     | 635   |
| 12     | GTS    | 31 | Rollcentre Racing              | Richard Stanton Rob Barff Andy Britnell Rick Sutherland                       | Chevrolet 5.7 L V8         | G     | 635   |
| 13     | GT     | 69 | Marcus Racing                  | Brian Cunningham Hugh Plumb Cory Friedman Craig Stanton (en)                  | BMW M3                     | D     | 633   |
| 13     | GT     | 69 | Marcus Racing                  | Brian Cunningham Hugh Plumb Cory Friedman Craig Stanton (en)                  | BMW 3.2 L I6               | D     | 633   |
| 14     | GT     | 20 | JMB USA Racing                 | Augusto Farfus Emmanuel Collard Max Papis Andrea Garbagnati                   | Ferrari 360 Modena         | D     | 621   |
| 14     | GT     | 20 | JMB USA Racing                 | Augusto Farfus Emmanuel Collard Max Papis Andrea Garbagnati                   | Ferrari 3.6 L V8           | D     | 621   |
| 15     | GTS    | 30 | Rollcentre Racing              | Martin Short Tom Herridge John Burton David Shep                              | Mosler MT900 R             | G     | 601   |
| 15     | GTS    | 30 | Rollcentre Racing              | Martin Short Tom Herridge John Burton David Shep                              | Chevrolet 5.7 L V8         | G     | 601   |
| 16     | GTS    | 7  | Konrad Motorsport              | Franz Konrad Toni Seiler Airton Daré (en) Jean-François Yvon                  | Saleen S7-R                | G     | 600   |
| 16     | GTS    | 7  | Konrad Motorsport              | Franz Konrad Toni Seiler Airton Daré (en) Jean-François Yvon                  | Ford 6.0 L V8              | G     | 600   |
| 17     | GT     | 49 | Pit Bull / MAC Racing          | Bepo Orlandi Michele Merendino Derek Clark Ron Atapattu                       | Porsche 911 GT3-RS         | D     | 595   |
| 17     | GT     | 49 | Pit Bull / MAC Racing          | Bepo Orlandi Michele Merendino Derek Clark Ron Atapattu                       | Porsche 3.6 L Flat-6       | D     | 595   |
| 18 DNF | SRP II | 21 | Archangel Motorsport Services  | Larry Oberto Chris Bingham (en) Derrike Cope Brian DeVries                    | Lola B2K/40                | D     | 589   |
| 18 DNF | SRP II | 21 | Archangel Motorsport Services  | Larry Oberto Chris Bingham (en) Derrike Cope Brian DeVries                    | Nissan 3.0 L V6            | D     | 589   |
| 19     | GT     | 44 | Orbit Racing                   | Mike Fitzgerald Manuel Matos Joe Policastro Joe Policastro Jr.                | Porsche 911 GT3-RS         | D     | 566   |
| 19     | GT     | 44 | Orbit Racing                   | Mike Fitzgerald Manuel Matos Joe Policastro Joe Policastro Jr.                | Porsche 3.6 L Flat-6       | D     | 566   |
| 20 DNF | SRP II | 97 | Lucchini Engineering           | Mirko Savoldi Piergiuseppe Peroni Filippo Francioni                           | Lucchini SR2002            | D     | 548   |
| 20 DNF | SRP II | 97 | Lucchini Engineering           | Mirko Savoldi Piergiuseppe Peroni Filippo Francioni                           | Nissan 3.0 L V6            | D     | 548   |
| 21     | GTS    | 09 | Flis Motorsports               | Doug Goad Paul Menard Paul Mears Jr. Jim Briody                               | Chevrolet Corvette C5-R    | G     | 542   |
| 21     | GTS    | 09 | Flis Motorsports               | Doug Goad Paul Menard Paul Mears Jr. Jim Briody                               | Chevrolet 6.2 L V8         | G     | 542   |
| 22 DNF | GT     | 68 | The Racer's Group              | Jim Michaelian Richard Valentine Tom Hessert Jr. Tom Hessert III              | Porsche 911 GT3-R          | D     | 501   |
| 22 DNF | GT     | 68 | The Racer's Group              | Jim Michaelian Richard Valentine Tom Hessert Jr. Tom Hessert III              | Porsche 3.6 L Flat-6       | D     | 501   |
| 23 DNF | GT     | 03 | Marcos USA                     | Cor Euser Rob Knook Donny Crevels Peter Van der Kolk                          | Marcos Mantis Plus (en)    | D     | 465   |
| 23 DNF | GT     | 03 | Marcos USA                     | Cor Euser Rob Knook Donny Crevels Peter Van der Kolk                          | Ford 4.6 L V8              | D     | 465   |
| 24     | DP     | 8  | G&W Motorsports                | Dieter Quester Boris Said Darren Law Luca Riccitelli                          | Picchio DP2 (en)           | G     | 451   |
| 24     | DP     | 8  | G&W Motorsports                | Dieter Quester Boris Said Darren Law Luca Riccitelli                          | BMW 4.9 L V8               | G     | 451   |
| 25 DNF | DP     | 3  | Cegwa Sport                    | Darius Grala (en) Oswaldo Negri Jr. Josh Rehm Guy Cosmo                       | Fabcar FDSC/03             | G     | 403   |
| 25 DNF | DP     | 3  | Cegwa Sport                    | Darius Grala (en) Oswaldo Negri Jr. Josh Rehm Guy Cosmo                       | Toyota 4.3 L V8            | G     | 403   |
| 26 DNF | GTS    | 19 | ACP Motorsports                | Anthony Puleo Kerry Hitt Robert Dubler Mark Kennedy                           | Chevrolet Corvette C5-R    | G     | 391   |
| 26 DNF | GTS    | 19 | ACP Motorsports                | Anthony Puleo Kerry Hitt Robert Dubler Mark Kennedy                           | Chevrolet 6.1 L V8         | G     | 391   |
| 27 DNF | GTS    | 05 | RE/MAX Racing                  | Craig Conway John Metcalf Rick Carelli (en) Dave Linger                       | Chevrolet Corvette C5-R    | G     | 378   |
| 27 DNF | GTS    | 05 | RE/MAX Racing                  | Craig Conway John Metcalf Rick Carelli (en) Dave Linger                       | Chevrolet 6.2 L V8         | G     | 378   |
| 28 DNF | GTS    | 77 | RWS Motorsport                 | Alex Vasiliev Tetsuya Tanaka (en) Nikolaj Formenko Walter Lechner Jr.         | Porsche 911 GT3-R          | G     | 361   |
| 28 DNF | GTS    | 77 | RWS Motorsport                 | Alex Vasiliev Tetsuya Tanaka (en) Nikolaj Formenko Walter Lechner Jr.         | Porsche 3.6 L Flat-6       | G     | 361   |
| 29 DNF | GT     | 99 | NETTTS Racing                  | Jim Hamblin Barry Brensinger James Nelson Mark Greenberg                      | Porsche 911 GT3-RS         | D     | 316   |
| 29 DNF | GT     | 99 | NETTTS Racing                  | Jim Hamblin Barry Brensinger James Nelson Mark Greenberg                      | Porsche 3.6 L Flat-6       | D     | 316   |
| 30 DNF | GTS    | 40 | Derhaag Motorsports (en)       | Justin Bell Derek Bell Ken Wilden Simon Gregg                                 | Chevrolet Corvette C5-R    | G     | 260   |
| 30 DNF | GTS    | 40 | Derhaag Motorsports (en)       | Justin Bell Derek Bell Ken Wilden Simon Gregg                                 | Chevrolet 6.1 L V8         | G     | 260   |
| 31 DNF | GT     | 33 | Scuderia Ferrari of Washington | Cort Wagner Brent Martini Sylvain Tremblay Selby Wellman                      | Ferrari 360 Modena GT      | D     | 214   |
| 31 DNF | GT     | 33 | Scuderia Ferrari of Washington | Cort Wagner Brent Martini Sylvain Tremblay Selby Wellman                      | Ferrari 3.6 L V8           | D     | 214   |
| 32 DNF | GT     | 73 | Graham Nash Motorsport         | Rob Wilson (en) Mike Newton David Gooding Martyn Konig                        | Porsche 996 GT3-R          | D     | 211   |
| 32 DNF | GT     | 73 | Graham Nash Motorsport         | Rob Wilson (en) Mike Newton David Gooding Martyn Konig                        | Porsche 3.6 L Flat-6       | D     | 211   |
| 33 DNF | GT     | 10 | MAC Racing                     | David Terrien Gianluca de Lorenzi (en) Didier Moinel Delalande Marco Saviozzi | Porsche 996 GT3-R          | D     | 206   |
| 33 DNF | GT     | 10 | MAC Racing                     | David Terrien Gianluca de Lorenzi (en) Didier Moinel Delalande Marco Saviozzi | Porsche 3.6 L Flat-6       | D     | 206   |
| 34 DNF | DP     | 58 | Brumos Porsche (en)            | David Donohue Mike Borkowski (en) Randy Pobst (en) Chris Bye                  | Fabcar FDSC/03             | G     | 160   |
| 34 DNF | DP     | 58 | Brumos Porsche (en)            | David Donohue Mike Borkowski (en) Randy Pobst (en) Chris Bye                  | Porsche 3.6 L Flat-6       | G     | 160   |
| 35 DNF | GT     | 67 | The Racer's Group              | Andrew Davis Robert Julian Tom Nastasi David Lacey                            | Porsche 996 GT3-RS         | D     | 151   |
| 35 DNF | GT     | 67 | The Racer's Group              | Andrew Davis Robert Julian Tom Nastasi David Lacey                            | Porsche 3.6 L Flat-6       | D     | 151   |
| 36 DNF | GT     | 98 | Schumacher Racing              | Sascha Maassen Martin Snow Lucas Luhr Larry Schumacher                        | Porsche 911 GT3 RS         | D     | 135   |
| 36 DNF | GT     | 98 | Schumacher Racing              | Sascha Maassen Martin Snow Lucas Luhr Larry Schumacher                        | Porsche 3.6 L Flat-6       | D     | 135   |
| 37 DNF | SRP II | 80 | G&W Motorsports                | Shawn Bayliff Steve Marshall Robert Prilika Andy Lally                        | Picchio D-USA (en)         | D     | 121   |
| 37 DNF | SRP II | 80 | G&W Motorsports                | Shawn Bayliff Steve Marshall Robert Prilika Andy Lally                        | BMW 3.0 L I6               | D     | 121   |
| 38 DNF | GT     | 57 | Seikel Motorsport              | Alex Caffi Gabrio Rosa Fabio Rosa Andrea Chiesa                               | Porsche 911 GT3 RS         | D     | 101   |
| 38 DNF | GT     | 57 | Seikel Motorsport              | Alex Caffi Gabrio Rosa Fabio Rosa Andrea Chiesa                               | Porsche 3.6 L Flat-6       | D     | 101   |
| 39 DNF | DP     | 54 | Bell Motorsports               | Didier Theys Forest Barber (en) Terry Borcheller Christian Fittipaldi         | Doran JE4                  | G     | 67    |
| 39 DNF | DP     | 54 | Bell Motorsports               | Didier Theys Forest Barber (en) Terry Borcheller Christian Fittipaldi         | Chevrolet 5.5 L V8         | G     | 67    |
| 40 DNF | GT     | 22 | JMB USA Racing                 | Stephen Earle Philip Shearer Stéphane Grégoire Ludovico Manfredi              | Ferrari 360 Modena         | D     | 54    |
| 40 DNF | GT     | 22 | JMB USA Racing                 | Stephen Earle Philip Shearer Stéphane Grégoire Ludovico Manfredi              | Ferrari 3.6 L V8           | D     | 54    |
| 41 DNF | GTS    | 48 | Heritage Motorsports           | Tommy Riggins David Machavern Kevin Lepage Scott Lagasse (en)                 | Ford Mustang               | G     | 49    |
| 41 DNF | GTS    | 48 | Heritage Motorsports           | Tommy Riggins David Machavern Kevin Lepage Scott Lagasse (en)                 | Ford 5.9 L V8              | G     | 49    |
| 42 DNF | GTS    | 18 | Boston Motorsports Group       | Ken Stiver Scott Deware (en) Don Bell Jeff Kline                              | Mosler MT900 R             | G     | 14    |
| 42 DNF | GTS    | 18 | Boston Motorsports Group       | Ken Stiver Scott Deware (en) Don Bell Jeff Kline                              | Chevrolet 5.7 L V8         | G     | 14    |
| 43 DNF | GTS    | 6  | Gunnar Racing                  | Gunnar Jeannette Duncan Dayton (en) Peter Kitchak Ron Zitza                   | Porsche 911 GT1            | G     | 9     |
| 43 DNF | GTS    | 6  | Gunnar Racing                  | Gunnar Jeannette Duncan Dayton (en) Peter Kitchak Ron Zitza                   | Porsche 3.6 L Flat-6       | G     | 9     |
| 44 DNF | GTS    | 51 | Proton Competition             | Mauro Casadei Gerold Reid Christian Reid Manfred Jurasz                       | Porsche 911 GT2            | G     | 2     |
| 44 DNF | GTS    | 51 | Proton Competition             | Mauro Casadei Gerold Reid Christian Reid Manfred Jurasz                       | Porsche 3.6 L Flat-6 Turbo | G     | 2     |
| DNS    | GT     | 61 | System Force Motorsports       | Peter van Merksteijn Charles Brugman Frans Munsterhuis Cougar Jacobson        | Porsche 911 GT3 RS         | D     | -     |
| DNS    | GT     | 61 | System Force Motorsports       | Peter van Merksteijn Charles Brugman Frans Munsterhuis Cougar Jacobson        | Porsche 3.6 L Flat-6       | D     | -     |

## Statistiques
- Pole Position - #88 Multimatic - 1:50.512
- Record du tour - #59 Brumos Porsche - 1:50.618
- Distance - 3 981,839 km
- Vitesse moyenne - 165.782 km/h